# Teatro comunale (Cagli)

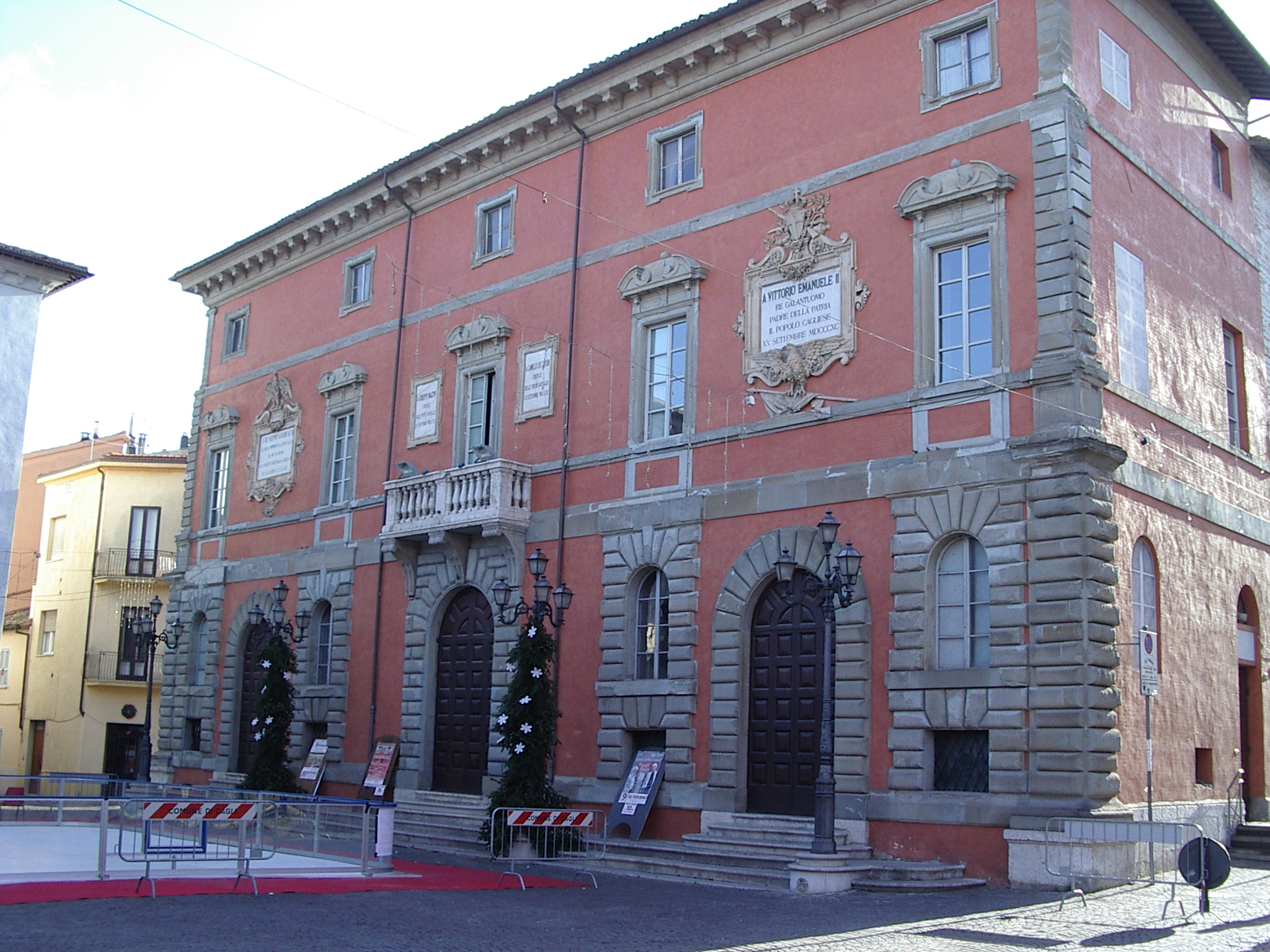
Facciata

Il Teatro Comunale è il principale luogo culturale di spettacolo della città di Cagli, in Provincia di Pesaro e Urbino, nelle Marche a cui si affianca l'Arena del Fiume.

## Storia
All'antico Teatro delle Muse, inaugurato nel 1754 su progetto di Raimondo Compagnini (Paderno, 1714 - Bologna, 1783), il Comune avrebbe sostituito il Comunale la cui costruzione veniva materialmente avviata nel 1871, in area più centrale ed in asse con il Palazzo Pubblico. 
Venne utilizzato il disegno di Giovanni Santini (1802 - 1868) da Perugia al quale si affiancò, apportando modifiche, l'architetto ingegnere Coriolano Monti (1815 - 1880) sempre cittadino di Perugia ma attivo a Bologna tra il 1860 e il 1866, quale direttore dell'Ufficio degli Ingegneri Comunitari di Bologna (poi ufficio tecnico). 
Il 20 maggio 1868, nel riprendere in esame la questione della cessione dei palchi ai privati condomini, l'amministrazione comunale, essendo deceduto l'architetto Santini, ribadiva che il Teatro Comunale sarebbe stato costruito su disegno e perizia dell'architetto Santini di Perugia, modificati dall'ingegnere Coriolano Monti di Bologna. Acquistato, infine, il palazzo Benedetti, il progetto subì qualche ulteriore modifica proposta dall'ingegnere Lorenzo Priori, quale direttore dei lavori indicato dallo stesso Monti, ed accolta in Consiglio l'8 marzo 1869. Il 18 settembre 1872, poiché i lavori erano già in una fase avanzata, la Giunta, in concerto con la commissione preposta, decideva di assegnare la decorazione al perugino Alessandro Venanzi (Ponte San Giovanni - Perugia, 1839 - Assisi, 1916). A seguito delle profonde divergenze tra il Venanzi e il direttore dei lavori sulla decorazione della bocca d'opera, il Consiglio nella riunione del 26 maggio 1874 accoglieva le dimissioni di Priori senza procedere ad alcuna sostituzione, segno che i lavori strutturali dovevano essere pressoché completati.
Nel dicembre 1876, con l'ultimazione delle decorazioni, il teatro era terminato. Per l'inaugurazione del 1878 fu appositamente scritta l'opera lirica il Violino del Diavolo dal cav. Agostino Mercuri di Sant'Angelo in Vado, mentre le dieci scene (fondali e quinte ancora conservate nel palcoscenico) furono realizzate da Girolamo Magnani, lo scenografo preferito da Giuseppe Verdi.
Il fronte principale, coronato da un robusto cornicione poggiante su mensole, si inserisce armonicamente nel tessuto urbano grazie all'impiego di elementi classicheggianti quali il bugnato. Il foyer del teatro è sormontato da una volta a crociera elegantemente decorata facendo ricorso a una cromia cangiante e a fioroni a rilievo in chiave di volta, la quale poggia su quattro grandi colonne marmorizzate.
Ad Alessandro Venanzi va il merito di aver eseguito tutte le decorazioni del teatro, compreso il grande sipario. Le balconate libere dei palchi e del loggione, recano elaborate decorazioni che variano l'una dall'altra. Al secondo ordine la balconata è dedicata agli uomini illustri di Cagli, qui effigiati entro tondi dorati. Alla base dei pilastri, a differenza del primo ordine dove è il Cigno, è posta a tutto-rilievo la Sfinge greca, mentre nel terzo ordine compare l'animale favoloso Pegaso.

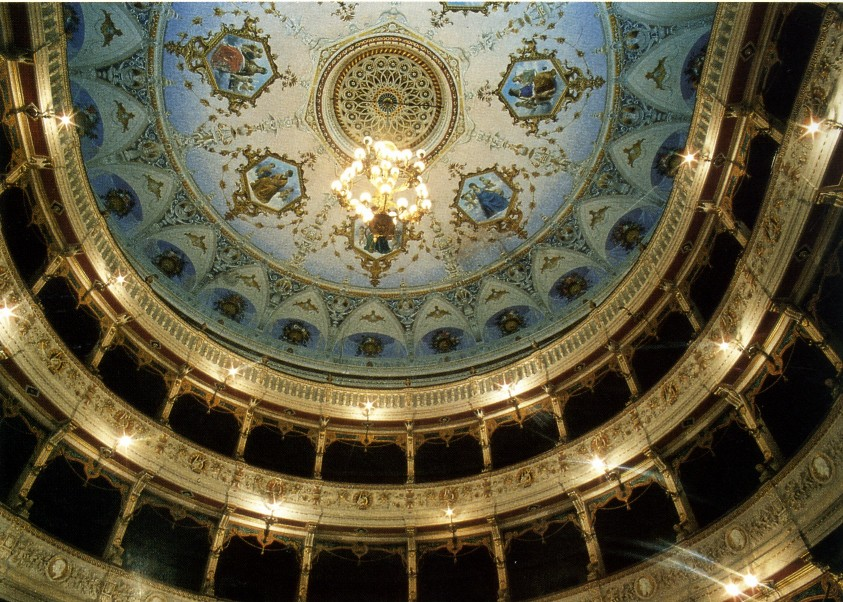
La Sala degli spettacoli

Dominata dalla cromia azzurra è la grande volta dove entro elaborate cornici esagonali sono raffigurate le figure simboliche delle sette arti liberali: Grammatica, Dialettica, Retorica, Aritmetica, Geometria, Astronomia e Musica. Nei pennacchi delle finte vele si aprono dei tondi nei quali sono i busti a monocromo di grandi personaggi votati alle arti maggiori. Al di là della cornice, che delimita lunette e tondi, il Venanzi è ricorso ad un alleggerimento cromatico attraverso un fondo digradante dall'azzurro al violaceo che raggiunge l'apice attorno al rosone ligneo traforato che, aprendosi in due parti, permette alla lumiera dorata di salire fin sopra la volta. Il lampadario, disegnato a scheletro, è stato intagliato nella bottega di Francesco Pucci da uno dei suoi migliori allievi: Rinaldo Paioncini.

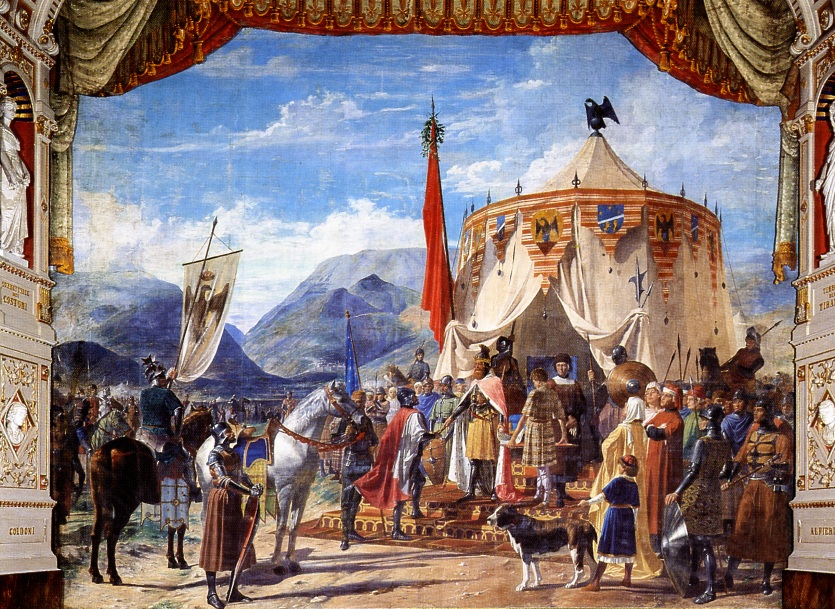
Sipario storico di Alessandro Venanzi

La bocca d'opera reca entro nicchie le statue della Commedia e della Tragedia sotto le quali sono i busti del Goldoni e dell'Alfieri. Il timpano è ornato da un quadrante di un orologio tirato da bighe contrapposte. Nel relativo bozzetto campeggia la scritta esplicativa “L'INVIDO TEMPO VIOLAR NON OSI L'ARA DELL'ARTE”.
Conclude la poderosa opera del Venanzi il superbo sipario, ove una folla di armati e cavalieri, di paggi e di alti dignitari attornia il padiglione dell'imperatore Federico Barbarossa che nel 1162 ebbe ad assediare la guelfa Cagli, qui raffigurata sullo sfondo a sinistra. L'episodio ritrae l'imperatore nell'atto di nominare “Ludovico Baglione Duca di Svevia in Vicario perpetuo dell'Imperio sopra la Città di Perugia”. Nel 1998-2002 è stato oggetto di un profondo ed attento restauro: tra le ditte esecutrici la De Feo Antonio Restauri di Roma una delle più apprezzate realtà italiane nel restauro di beni culturali.

## L'ente teatrale
L'Istituzione Teatro Comunale di Cagli è stata costituita dal Comune cittadino nel 1999, con Italo Grilli ideatore e suo primo Presidente (1999-2011).
Sandro Pascucci è dal 2015 il Direttore artistico del Teatro Comunale di Cagli. Aveva già ricoperto l'incarico di Direttore di questo Teatro dal 1999 al 2006.
Dal 2012 al 2015 Amministratore unico, con funzioni anche di Direttore Artistico, è stato Massimo Puliani.

## Attività teatrale (dal 1999)

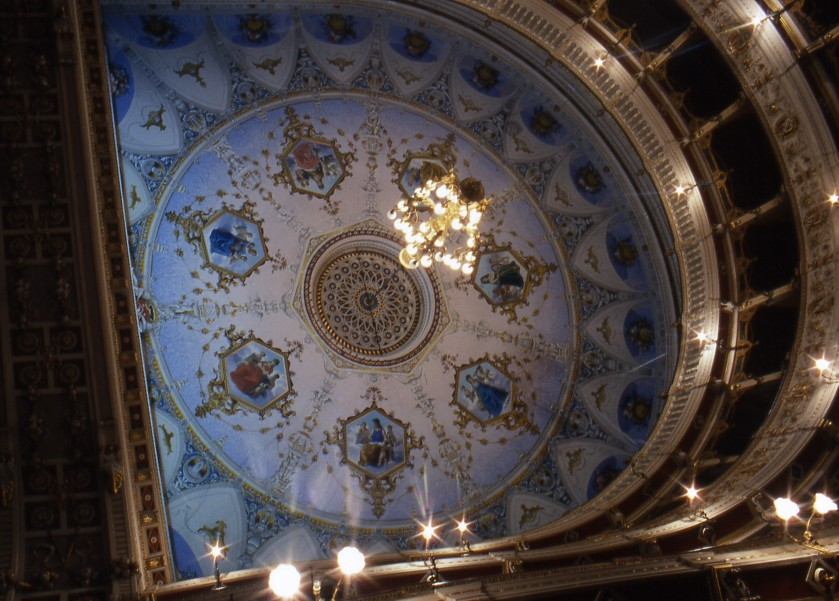
La volta della sala degli spettacoli

Riaperto al pubblico, nel 1999, dopo lunghi e accurati lavori di restauro e di adeguamento funzionale in linea con le norme di sicurezza, il Teatro Comunale di Cagli ha visto succedersi sul suo palco prestigiosi interpreti. Musicisti, attori e registi, del panorama artistico di calibro nazionale ed internazionale si sono qui esibiti anche grazie alla ormai collaudata formula delle "brevi residenze" radicata a Cagli da Sandro Pascucci.
Il Teatro di Cagli è stato capofila della seguente rete dei teatri: Urbania, Macerata Feltria, San Costanzo, Novafeltria, Sant'Angelo in Vado, Pergola, San Lorenzo in Campo, Gradara, Pennabilli, Mondavio.

### Principali opere e concerti di musica classica
- 24 settembre 2011 Ramin Bahrami
- 14 aprile 2013 - Ramin Bahrami  e Massimo Mercelli  in  "Il Flauto di Bach" (anteprima e registrazione DVD e CD)
- 20 luglio 2013 - Trio Ayesha in "Classic & Folk Dances" da Khachiaturian ad Amirov con Marco Messa, Michele Vagnini, Ramzi Hakim (prima nazionale)
- 27 luglio 2013 - Orchestra d'Archi “Fides in Musica” diretta da Ramin Bahrami: J.S.Bach: concerti per pianoforte e orchestra (Bwv 1054-1055) - Masterclass
- 15 settembre 2013 - Janet Perry, Paolo Vaglieri e Rosita Tassi in "W Verdi" (recital con Masterclass)
- 7 dicembre 2013 - "L'Opera da tre soldi", musiche Kurt Weill, libretto Bertolt Brecht. Orchestra e coro del Conservatorio "G. Rossini". Direttore d'Orchestra: Jacopo Rivani. Regia: Andrea Maria Mazza (prima nazionale)
- 22 marzo 2014 - Mario Mariani in "The Soundtrack Variations": N.Rota/F.Fellini, D.Elfman/T.Burton, B.Hermann/A.Hitchcock, D.Šostakovič/S.Kubrick, M.Mariani/V.Moroni (prima nazionale)
- 28 giugno 2014 (allestimento e debutto) di Res Humana  opera musicale. Autori dei testi Silvia Cecchi, Gianluca Mancini, introduzione Gianni D'Elia. Direttore Tommaso Ussardi
- 20 settembre 2014: “Suor Angelica” di Giacomo Puccini Direzione del M° Paolo Vaglieri. Regia di Janet Perry e Massimo Puliani (Masterclass)
- 29 novembre 2014 - Laura Muncaciu (soprano) e Daniela Maddalena (pianista) in Le Reve et la folie (il sogno e la follia), musiche: Kurt Weill e Igor Stravinskij. Contributo registico di Massimo Puliani
- 30 dicembre 2015 Filarmonica Gioachino Rossini "Le più belle pagine musicali di Gioachino Rossini" - Direttore M° Donato Renzetti - Ospite Laura Antonucci soprano
- 29 dicembre 2016 Filarmonica Gioachino Rossini - Direttore M° Donato Renzetti - Pagine Sinfoniche Rossiniane - Concerto di solidarietà
- 13 dicembre 2017 Filarmonica Gioachino Rossini - Direttore M° Donato Renzetti - Sinfonia n. 5 di P. I. Čajkovskij
- 4 novembre 2018 Coro del Centro musicale di Batumi diretto dal M° Lela Dolidze - Orchestra Sinfonica Rossini diretta dal M° Davit Mukeria - Stabat Mater di Gioachino Rossini

### Principali concerti di musica d'autore (in residenza e in anteprima nazionale)
- 9-10 febbraio 2000 Ivano Fossati
- 5 aprile 2000 Angelo Branduardi
- 4 novembre 2000 Gli Stadio
- 20 gennaio 2001 Giorgio Conte
- 18-19 febbraio 2001 Fiorella Mannoia
- 7 aprile 2001 Fabio Concato
- 19 maggio 2001 Dirotta su Cuba
- 22 giugno 2001 Almamegretta
- 18 gennaio 2002 Enzo Jannacci
- fine gennaio 2002 Luca Carboni
- 30 marzo 2002 Daniele Silvestri
- 15 maggio 2003 Anna Oxa
- 7 marzo 2004 Roberto Vecchioni
- 14 ottobre 2004 Fiorella Mannoia
- 18 febbraio 2006 Gianna Nannini
- 18 ottobre 2006 Samuele Bersani
- 29 febbraio 2008 Marlene Kuntz
- 1º febbraio 2013 Ludovico Einaudi: "In a Time Laps"
- 14 febbraio 2013 Negrita: "Unplugged"
- 18 gennaio 2015 per Cagli Beatles Day, Federico Rampini in "All You Need Is Love - L'economia spiegata con i Beatles" con Valentino Corvino e Roberta Giallo (produzione a Cagli)
- 18 gennaio 2015 per Cagli Beatles Day, concerto in prima nazionale di The BeatLess Chamber Orchestra, direzione Enea Sorini
- 13 maggio 2016 Tiromancino "Nel respiro del mondo" Live - Data zero tour italiano[1]
- 11 giugno 2016 Cristiano De Andrè "De André canta De André" - Data zero tour italiano[2]
- 28 ottobre 2016 Angelo Branduardi "The Hits" - Anteprima Europea[3]
- 24 maggio 2017 Enrico Intra "Prospero L'isola dei suoni" - Anteprima italiana[4][5]
- 14 ottobre 2017 Nada & Trio (Ferruccio Spinetti, Mimì Ciaramella, Andrea Mucciarelli) - Anteprima italiana tour[6]
- 21 ottobre 2017 Shel Shapiro e la Bella Società "Quasi una leggenda..." - Anteprima italiana[7]
- 4 maggio 2018 RON "Lucio! Il tour..." . Anteprima italiana[8]
- 4 ottobre 2018 Toquinho "50 anni + 1 di successi" con Greta Panettieri[9]

### Principali concerti di musica jazz
- 25 aprile 2012 - Chihiro Yamanaka Trio, Chihiro Yamanaka, piano, Mauro Gargano, contrabbasso, Mikey Salgarello, batteria;
- 5 maggio 2012 - The Enchatment - Fabrizio Bosso, tromba solista, Orchestra Filarmonica Marchigiana, Stefano Fonzi, direzione e arrangiamenti;
- 14 dicembre 2012 - Paolo Fresu, Daniele Di Bonaventura  in "Mistico Mediterraneo"
- 27 aprile 2013 - GeGè Telesforo in "Nu Joy Band"
- 12 aprile 2014 - Roberto Gatto in "Perfect Trio", Roberto Gatto, Alfonso Santimone, Pierpaolo Ranieri

### Principali spettacoli di prosa
- 20-21 ottobre 1999 - Giorgio Gaber, Teatro Canzone 1999-2000, di G. Gaber, S. Luporini (in residenza e in anteprima nazionale)
- 12 novembre 1999 - Marco Paolini, “Bestiario italiano, i cani del gas” (in residenza e in anteprima nazionale)
- 11-12 dicembre 1999 - Valeria Moriconi – Corrado Pani, “Il Gabbiano” di Anton Cechov, Regia Maurizio Scapparo;
- 11-12 febbraio 2000 - Manuela Kustermann, “Come vi piace” di W. Shakespeare, Regia Giancarlo Nanni;
- 29 febbraio-1º marzo 2000 - Angela Finocchiaro, Ivano Marescotti, “Pinocchia”, di Stefano Benni;
- 12 ottobre 2000 - Glauco Mauri,“Variazioni enigmatiche”, di Eric-Emmanuel Schmitt, Regia Glauco Mauri, Con Roberto Sturno (in residenza e in anteprima nazionale)
- 5 novembre 2000 - Daniele Luttazzi, “Barracuda”, di Daniele Luttazzi;
- 10 febbraio 2001 - David Riondino, “Il trombettiere” (ovvero “La storia della tromba”);
- 18 marzo 2001 - Sud Sound System – Koreya Teatro “Acido Fenico- ballata per Mimmio Carunchio, camorrista”, di Giancarlo de Cataldo;
- 11 aprile 2001 - Franca Valeri, “Possesso”, di Abraham B.Yehoshua, Con Urbano Barberini;
- 5 maggio 2001 - Maurizio Crozza, “La vita non è rosa e fiore”;
- 19-20 ottobre 2001 - David Riondino e Dario Vergassola “I Cavalieri del Tornio” (in residenza e in anteprima nazionale)
- 4 novembre 2001 - Arnoldo Foà e Renzo Giovanpietro, “Colpevole d'innocenza” di Ronald Harwood, regia Arnoldo Foà;
- 16 novembre 2001 - Michele Placido,“Altri canti d'amore – Arianna e Clorinda”, Coreografia Thierry Parmentier, Regia Gabbris Ferrari, Direttore musicale Franco Piva;
- 15 marzo 2002 - Paola Gassman e Ugo Pagliai, “Il giuoco delle parti” di Luigi Pirandello, Regia Armando Pugliese;
- 5 ottobre 2002 - Flavio Oreglio, “Il momento è catartico”;
- 8 novembre 2002 - Ale e Franz, “Due e venti”, Regia Alberto Ferrari;
- febbraio 2003 - Paola Cortellesi, “L'iradiddio” di Lucia Lupaioli, Regia Furio Andreotti (in residenza e in anteprima nazionale)
- 8 aprile 2003 - Corrado Tedeschi, “L'uomo dal fiore in bocca” di Luigi Pirandello, Regia Marco Rampoldi;
- 5-6 settembre 2003 - Giorgio Panariello, Tosca D'Aquino, Paolo Belli, “Proviamo la lotteria Italia” (in residenza e in anteprima nazionale)
- 12 febbraio 2004 - Remo Girone “Lotta negro contro cane” di B.M. Koltès Regia Giampiero Solari;
- 27 marzo 2004 - Paolo Hendel, Recital comico;
- 5 novembre 2004 - Daniele Luttazzi, “Bollito misto con mostarda” (in residenza e in anteprima nazionale)
- 7 gennaio 2005 - Tullio Solenghi e Massimo Lopez, “La strana coppia” di Neil Simon Regia Gianni Fenzi;
- 2 febbraio 2006 - Flavio Oreglio, “Siamo una massa di ignoranti: parliamone” (in residenza e in anteprima nazionale)
- 10 febbraio 2006 - “La Mandragola” di Niccolò Machiavelli, Regia Mario Scaccia;
- 17 marzo 2006 - Marco Paolini, “ Il Sergente” Dal romanzo Il Sergente delle nevi di Mario Rigoni Stern;
- 22 marzo 2006 - Johnny Dorelli e Antonio Salines, “I ragazzi irresistibili” di Neil Simon;
- 10 ottobre 2006 - Claudia Cardinale, “Lo zoo di vetro” di Tennessee Williams;
- 6 febbraio 2007 - Giobbe Covatta e Stefano Sarcinelli, “I sette peccati capitali” di Giobbe Covatta;
- 20 marzo 2008 - Marina Massironi, Antonio Catania, Marina de Juli, Renato Marchetti, “Sotto paga!Non si paga!” di Dario Fo;
- 22 dicembre 2008 - Lunetta Savino, Paolo Bassegato, Riccardo Zinna, Salvatore Landolina, Carlina Torta, Rei Ota, “Casa di bambola - L'altra Nora” da Henrik Ibsen, Regia Leo Muscato;
- Compagnia Italiana di Operette – appuntamento con cadenza annuale (in residenza e in anteprima nazionale)
- 26 ottobre 2012 - Simone Cristicchi, Riccardo Ciaramellari, Gabriele Ortenzi, Stefano Iacovitti, "Mio nonno è morto in guerra" di e con regia di Simone Cristicchi (in residenza e in anteprima nazionale)
- 24 novembre 2012 - Paolo Graziosi, Elisabetta Arosio "... e il naufragar m'è dolce in questo mare" dai "Canti" di Giacomo Leopardi  con Alessandro Petrolati (musiche dal vivo). Contributo registico video: Massimo Puliani (in residenza e in anteprima nazionale)
- 23 marzo 2013 - Lina Wertmüller in "Un'allegra fin de siècle". Scritto, diretto e interpretato da Lina Wertmüller con Italo Greco e Nicoletta Della Corte (in residenza e in anteprima nazionale)
- 31 ottobre 2013 - "Aggiungi un posto a tavola"  di Garinei & Giovannini e Iaia Fiastri. Regia e ripresa delle coreografie di Gino Landi: Gabriele Angelini. Direzione musicale: Gabriele de Guglielmo. Produzione: Compagnia dell'Alba (Teatro Stabile d’Abruzzo) (in residenza e in anteprima nazionale)
- 15 novembre 2013 - Veronica Pivetti,  "Mortaccia, la vita è meravigliosa" di Giovanna Gra. Regia: Giovanna Gra (in residenza e in anteprima nazionale)
- 22 novembre 2013 - Andrea Scanzi  e Giulio Casale  raccontano Fabrizio De André: "Le cattive strade" (in residenza e in anteprima nazionale)
- 22 novembre 2014 - Sandra Milo in "Federico ...come here!" di Nicola Bonimelli
- 10 gennaio 2015 - Ted Neeley presenta "Jesus Christ Superstar": commento del film coordinato da Massimo Puliani e Caterina Ciuferri
- 11 settembre 2015 - Accademia Arte della Diversità di Bolzano "Personaggi" - Regia Antonio Viganò - Coreografie di Julie-Ann Stanzak
- 10 ottobre 2015 - Sebastiano Lo Monaco "L'Ulisse - Il mio nome è Nessuno" dal testo di Valerio Massimo Manfredi
- 25 ottobre 2015 - Marco Paolini "Studio per un nuovo Album - Numero Primo"
- 7 novembre 2015 - Nuzzo Di Biase "Gli impiegati dell’amore" di David Foenkinos - Regia Marie Pascale Osterrieth
- 3 dicembre 2015 - David Riondino e Dario Vergassola "La Traviata delle Camelie"
- 9 gennaio 2016 - Gino & Michele "Passati col Rosso" - Regia Paolo Rossi
- 11 marzo 2016 - Stefano Bollani e Valentina Cenni "La Regina Dada" - Anteprima italiana
- 2 aprile 2016 - Flavio Oreglio "Poeti non allineati per un verso… o per l'altro" - Musiche dal vivo di Giovanni Seneca e Fabio Battistelli
- 9 aprile 2016 - Alessio Giannone in arte Pinuccio "Pinuccio chiama Cagli"
- 16 aprile 2016 - Licia Maglietta "Manca solo la domenica" - Regia Licia Maglietta - Musiche dal vivo di Vladimir Denissenkov
- 25 settembre 2016 - Francesco Antimani - Ilaria Deangelis - Carmelo Gerbaro "La Lauda di Francesco in musical" - Musiche di Angelo Branduardi - Testi di Luisa Zappa - Regia Francesco Antimani
- 15 ottobre 2016 - Paolo Cevoli "Perché non parli" di Paolo Cevoli - Regia Daniele Sala
- 10 dicembre 2016 - Monica Guerritore - Alice Spisa "Qualcosa rimane" di Donald Margulies - Regia Monica Guerritore

### Convegni e conferenze
- 26-29 settembre 2019 - ICSC, 5th International Csound Conference

## Film
- 1991 - Si girano nella sala degli spettacoli varie scene del film Rossini! Rossini!. Regia: Mario Monicelli.
- 2000 - Si girano nel Teatro alcune scene della serie televisiva Sospetti. Regia: Luigi Perelli.
- 2012 - Si girano alcune scene del promo del cortometraggio The Beginner di Pierluigi Ferrandini (regia e sceneggiatura).
- 2014 - Si girano alcune scene del film "Tempo instabile con possibili schiarite" un film di Marco Pontecorvo con John Turturro, Luca Zingaretti, Carolina Crescentini

## Registrazioni
- 2011 - Ramin Bahrami registra per la Decca nella sala degli spettacoli l'intero CD The English Suites BWV 806-811 di Johann Sebastian Bach.
- 2012 - l'Orchestra Rossini diretta da Paolo Savio registra la colonna sonora del cortometraggio The Beginner di Pierluigi Ferrandini (regia e sceneggiatura). Il brano La lugubre gondola di Franz Liszt è arrangiato per orchestra da Paolo De Nardo.

## Festival di Danza e Concorso di Musica Contemporanea
- Aprile/Settembre FESTIVAL DI DANZA: "Dance Immersion" diretto da Benide Marini

(rassegna delle arti performative e delle nuove compagnie di danza - Stage di danza - incontri sull storia della scrittura coreografica - debutti di spettacoli di compagnie emergenti - concorso "La trama dei corpi").
- 2012: Tema del Festival: "a Pina Bausch" - Convegno sulla scrittura scenica della Bausch a cura di Massimo Puliani. Prima nazionale dello spettacolo della MEF Ensemble "Ofelia" regia e coreografia di Benilde Marini e Irene Calagreti
- 2013: Tema del Festival: "Le Sacre" a cent'anni dalla prima rappresentazione. Prima nazionale dello spettacolo della MEF Ensemble "Le Sacre" regia e coreografia di Benilde Marini e Irene Calagreti
- 2014: Tema del Festival: "Confini" con uno sguardo sulla produzione internazionale (Delbono, Genty; Bill T.Jones) a cura di Massimo Puliani. Prima nazionale dello spettacolo della MEF Ensemble “La superficialità dell'abisso” ai confini tra la musica acusmatica e “La Trota” di Schubert (con musicisti in scena) regia e coreografia di Benilde Marini e Irene Calagreti
- 2015: Tema del Festival: "Le donne di Pier Paolo, le donne per Pasolini". Prima nazionale dello spettacolo di Pasolini: "Vivo e Coscienza" coreografie di Benilde Marini e Irene Calagreti, regia di Massimo Puliani; recital di poesie Anna Bonaiuto, recital musicale di Frida Neri.
- Maggio (biennale) - Concorso internazionale di interpretazione di Musica Contemporanea "Fernando Mencherini" - II edizione